# Mabuya macleani
Mabuya macleani är en ödleart som beskrevs av  Mayer och LAZELL 2000. Mabuya macleani ingår i släktet Mabuya och familjen skinkar. Inga underarter finns listade i Catalogue of Life.